# 板橋站 (京畿道)
板橋站（：／ Pangyo yeok */?）是京江線與新盆唐線沿線交會的一座轉乘車站，同時也是京江線與KTX中部內陸線的起點車站，位於韓國京畿道城南市盆唐區柏峴洞，新盆唐線的韓語副站名是「板橋技術谷」（판교테크노밸리）。

## 車站構造
兩線站體均為2面2線側式月台的地下車站，候車月台皆設有月台幕門，並有出口共4處。

### 京江線/KTX月台

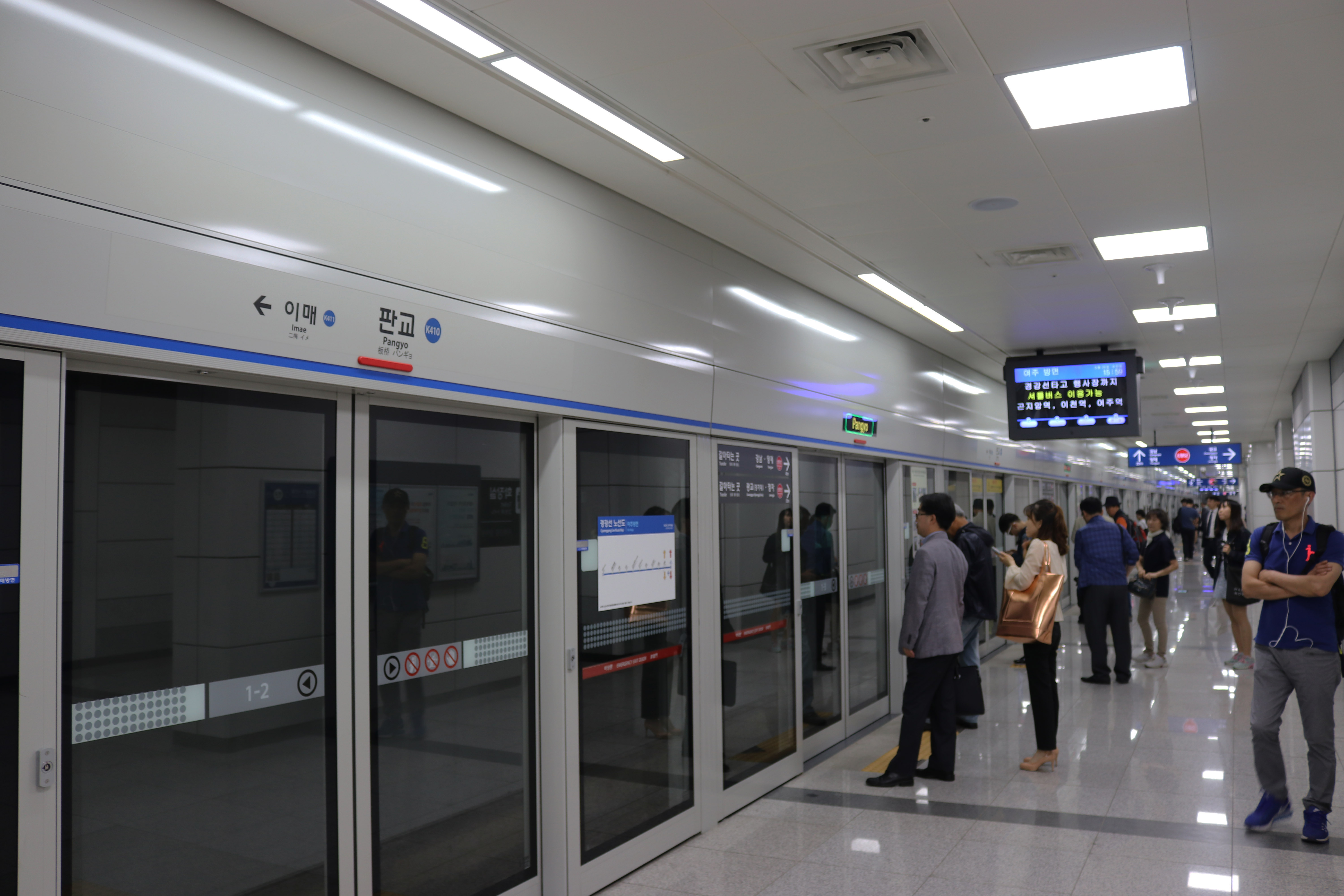
京江線候車月台

| 起終點站 |
| \| ２    |
| 城南 ↓   |

| 月台 | 路線                         | 目的地                                                       |
| ---- | ---------------------------- | ------------------------------------------------------------ |
| １   | ●首都圈電鐵京江線 中部內陸線 | 此站終着                                                     |
| ２   | ●首都圈電鐵京江線 中部內陸線 | 京江線電鐵：二梅、京畿廣州、驪州方向 KTX-Eum：夫鉢、忠州方向 |

### 新盆唐線月台

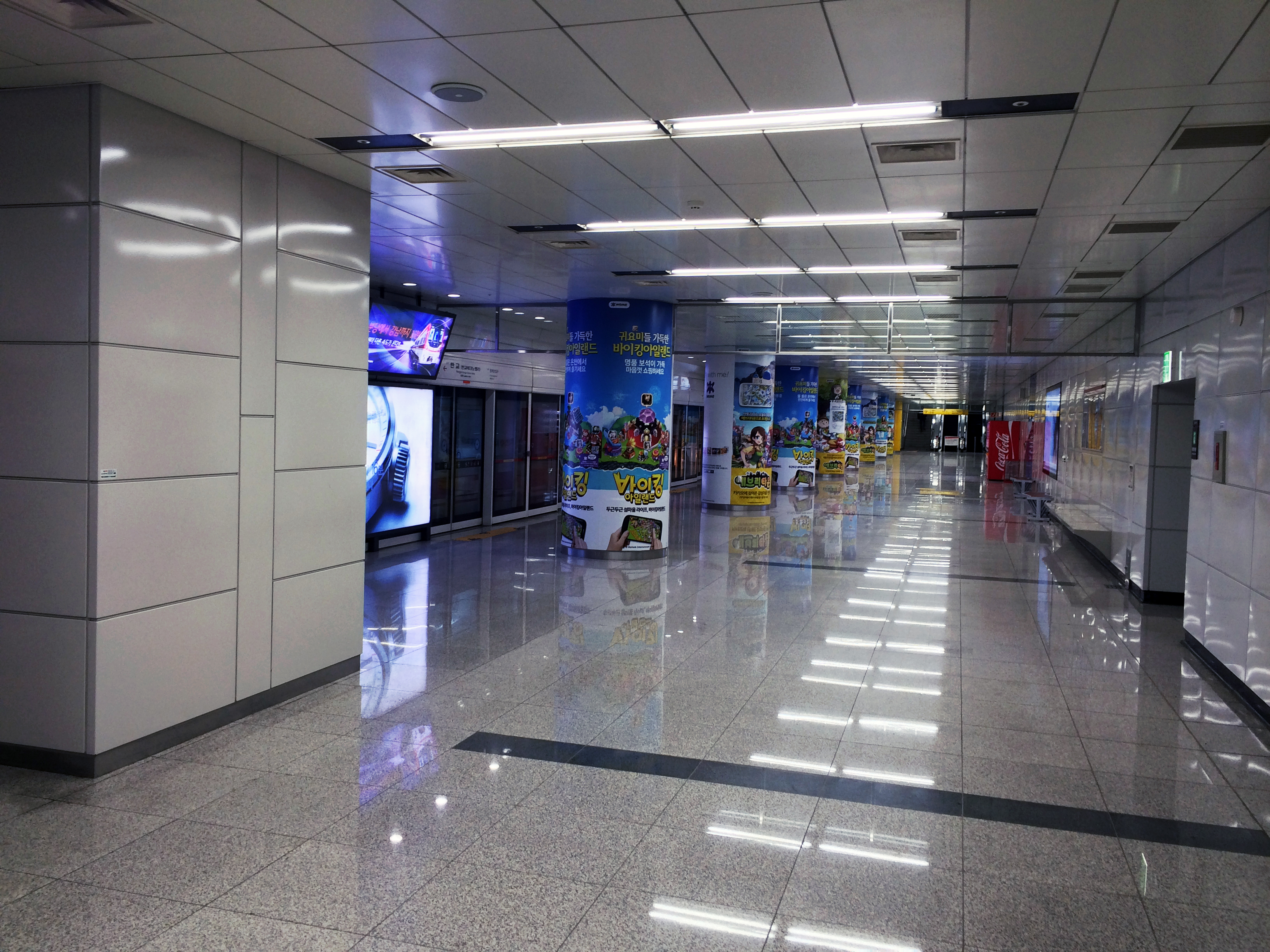
新盆唐線候車月台

| ↑ 清溪山 |
| \| 下    |
| 亭子 ↓   |

| 月台 | 路線      | 目的地         |
| ---- | --------- | -------------- |
| 上行 | ●新盆唐線 | 良才、江南方向 |
| 下行 | ●新盆唐線 | 亭子、光教方向 |

## 歷史
- 2009年2月10日：新盆唐線站名決定為板橋站。[1]
- 2011年10月28日：落成啟用。
- 2013年4月3日：新盆唐線增設韓語副站名板橋技術谷（판교테크노밸리）。[2]
- 2016年4月29日：京江線鐵道距離標告示。[3]
- 2016年9月13日－9月18日：中秋連休期間時京江線電鐵免費臨時運行。[4][5]
- 2016年9月24日：京江線站體開通。
- 2016年9月26日：距離改為板橋起點0.5公里。[6]
- 2023年12月28日：KTX中部內陸線自夫鉢站延長至此站，與京江線共用站體及月台。[7]

## 車站周邊
- 新盆唐線股份公司總部
- 花郞公園
- 洑坪鎮
- 柏峴鎮
- 板橋新都市
- 板橋科技園區
- 京釜高速公路板橋交流道
- 樂生天橋
- 乐天玛特板橋店
- 現代百貨板橋店

## 圖片

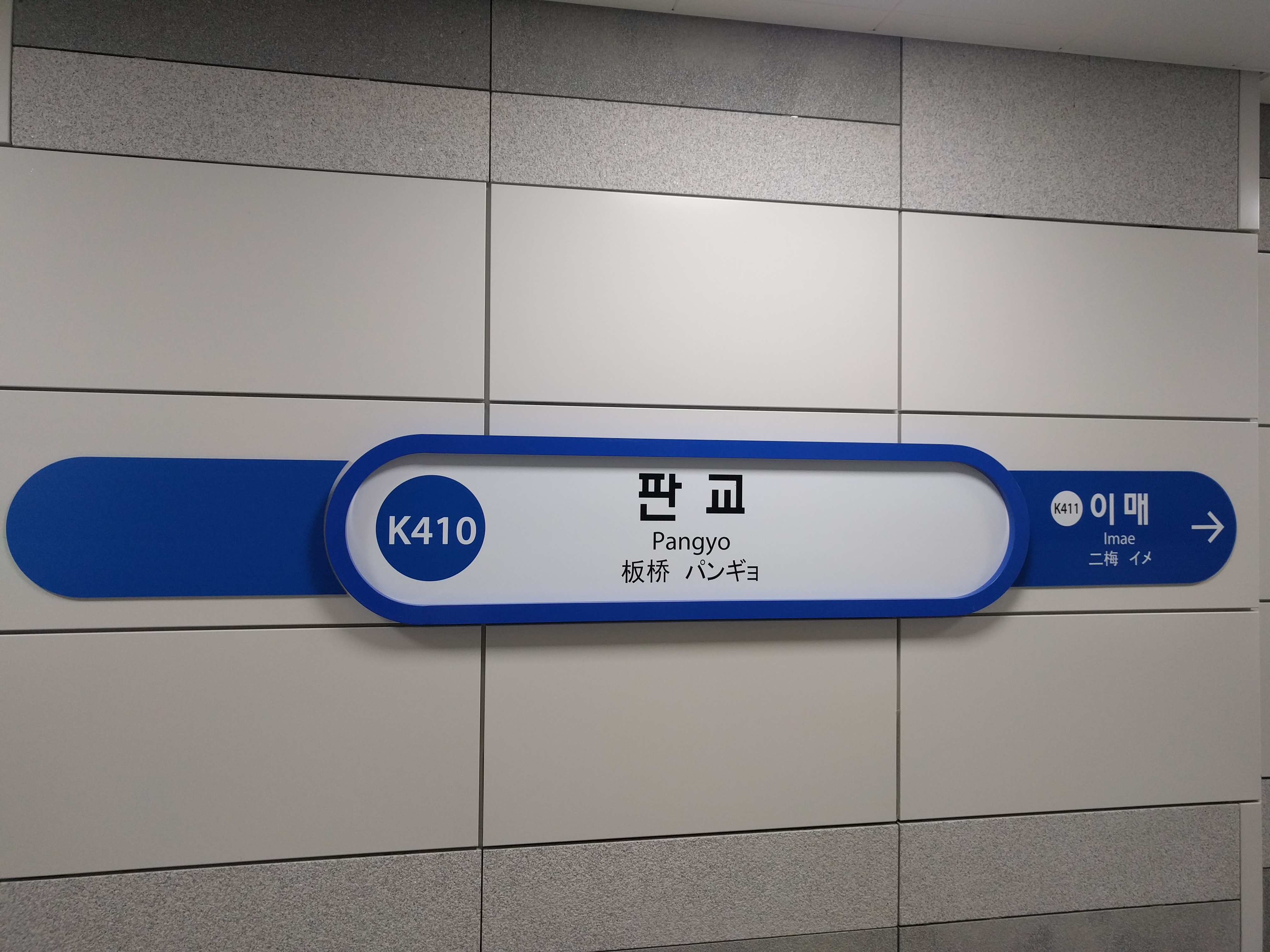
京江線站名牌
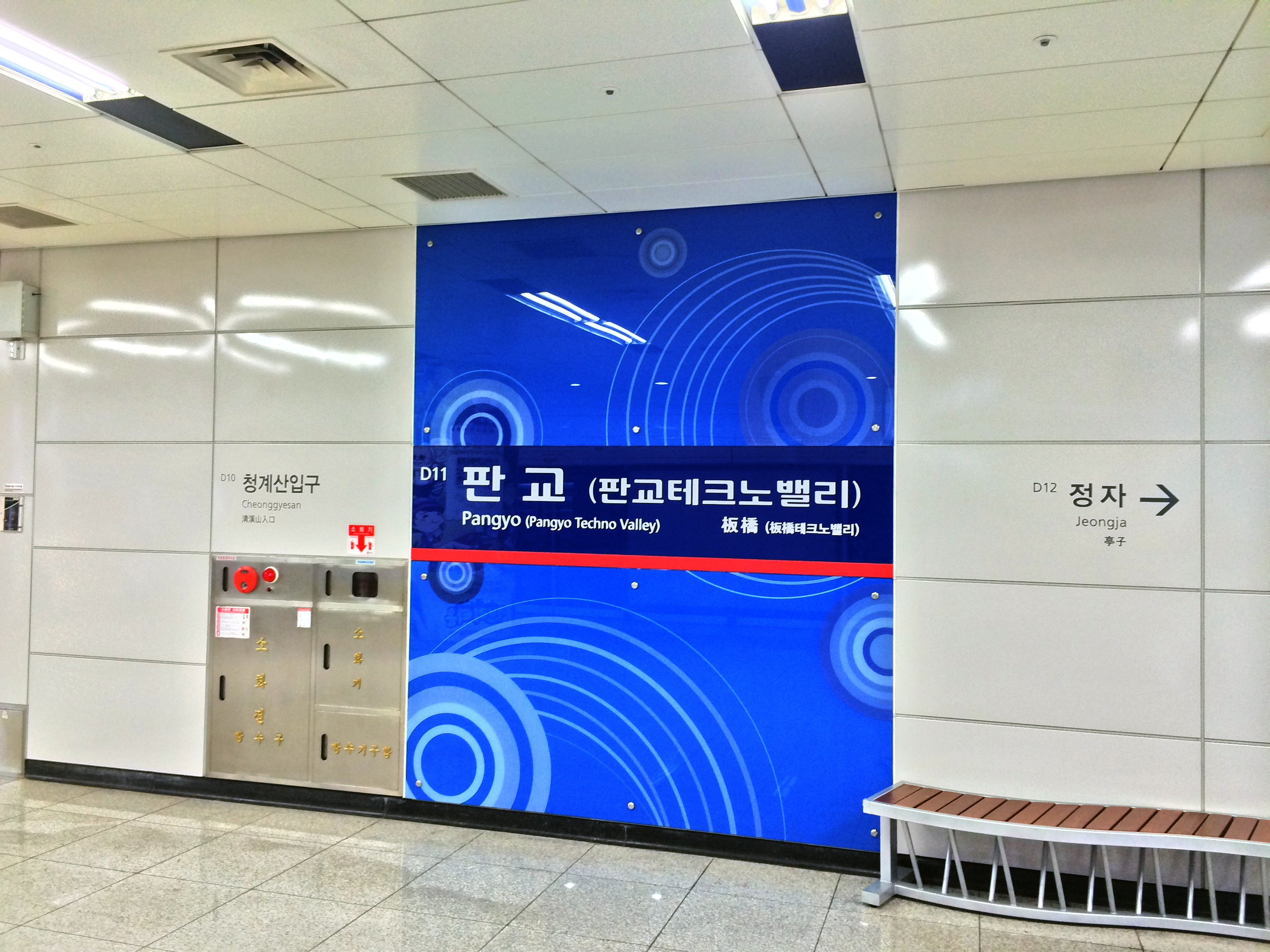
新盆唐線站名牌
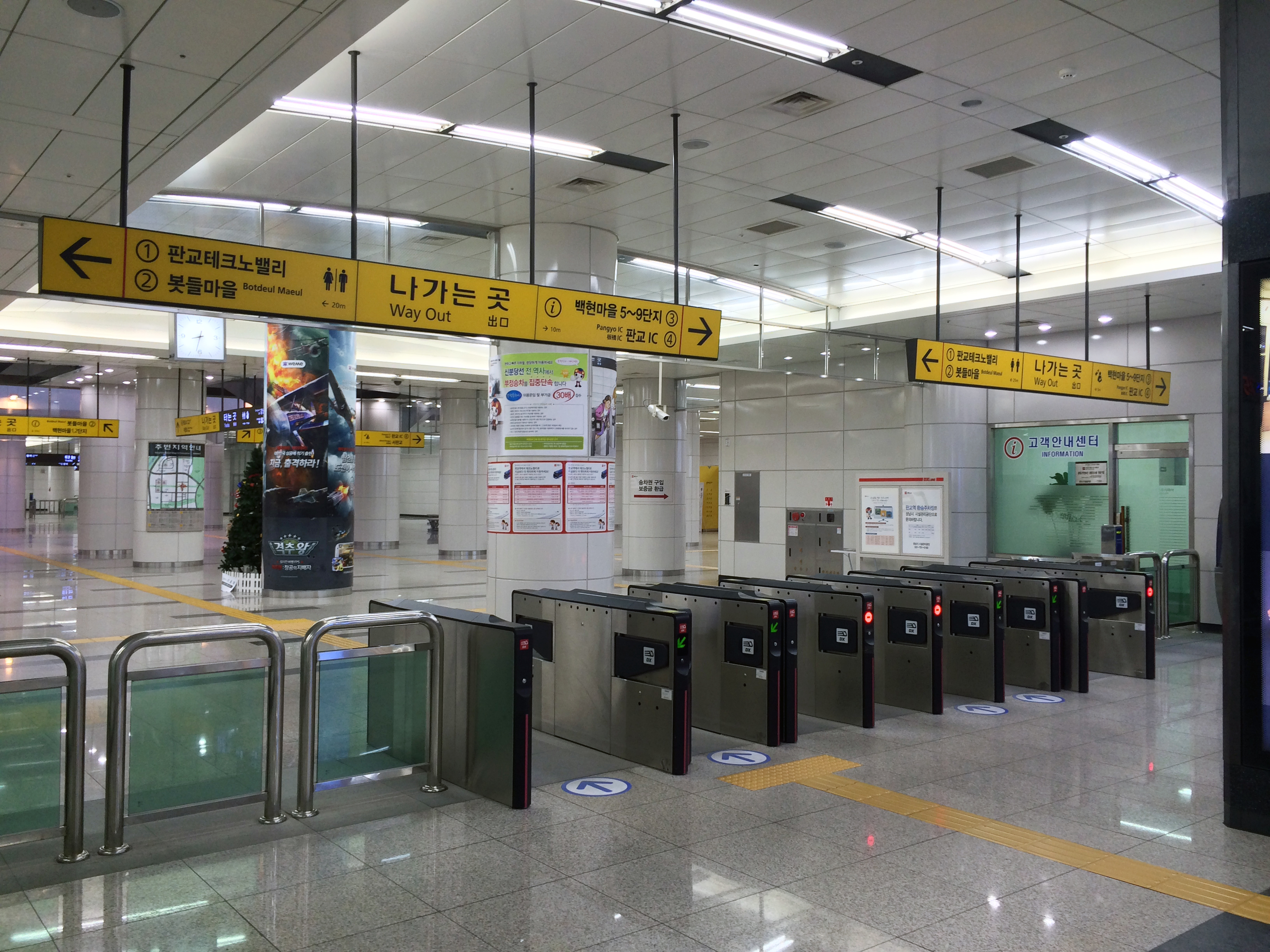
剪票閘口
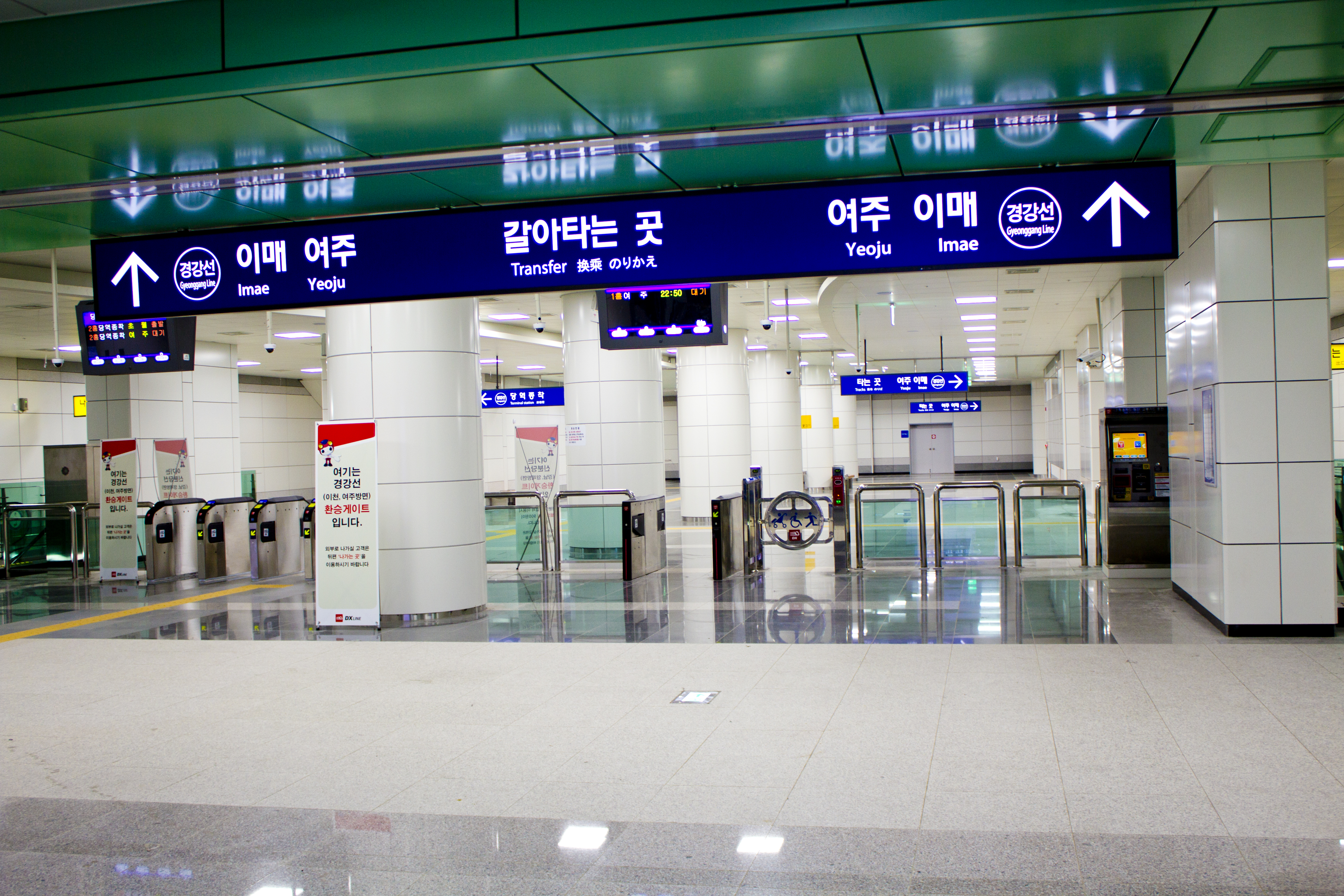
剪票閘口（京江線側）
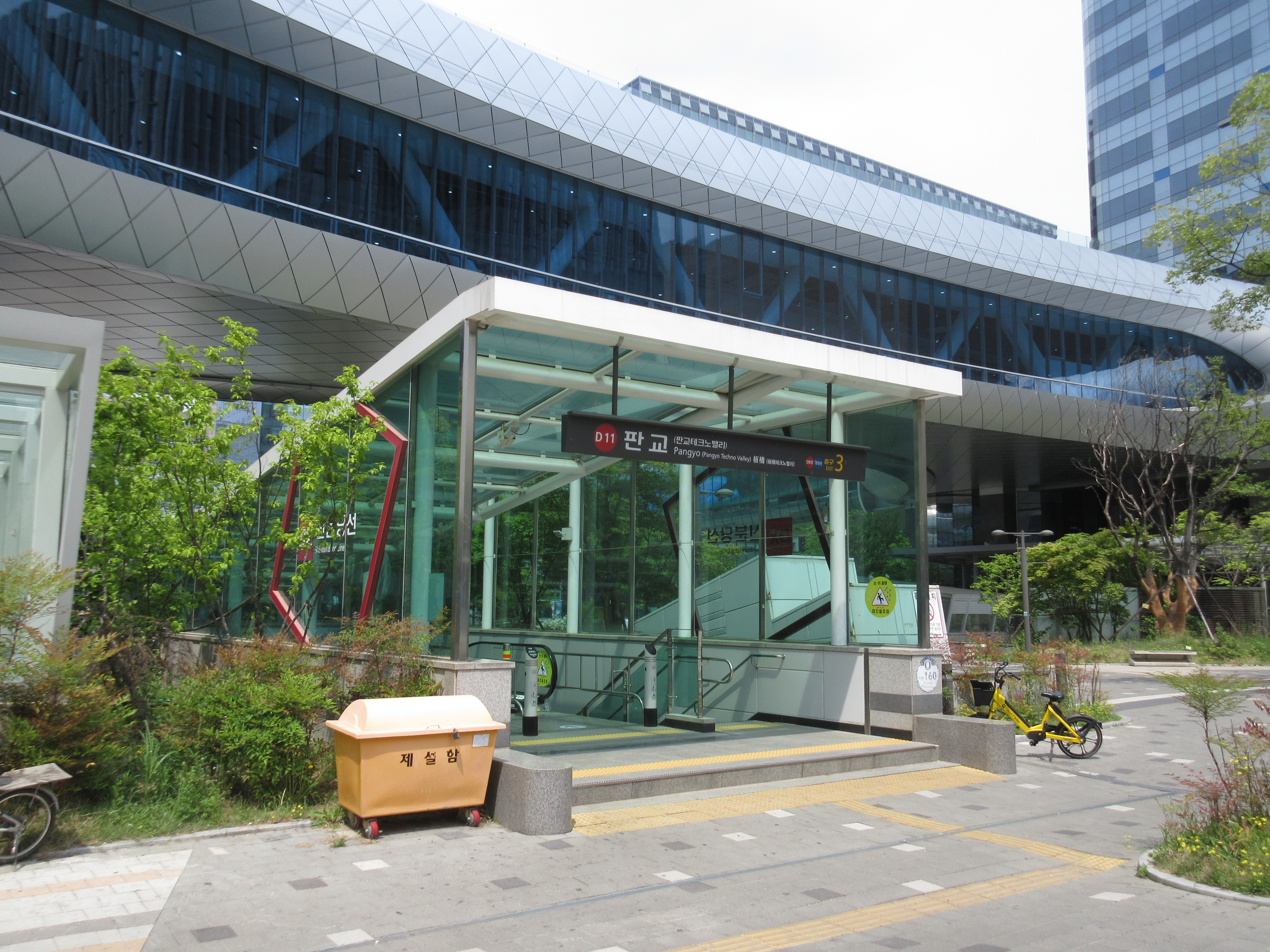
3號出口
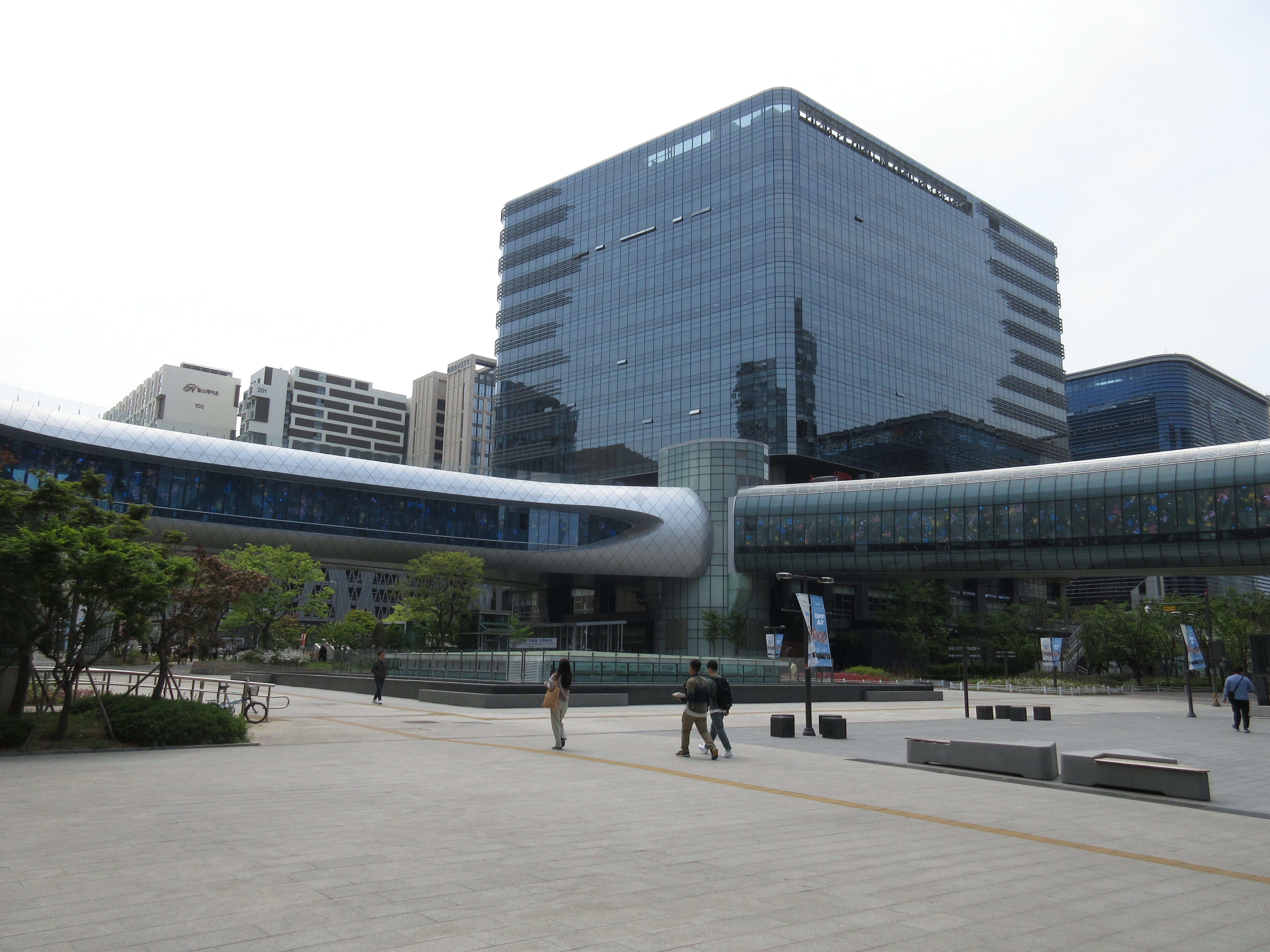
站前廣場

## 相鄰車站
韓國鐵道公社
●首都圈電鐵京江線
板橋（K409）－城南（K410）
●中部內陸線（KTX）
板橋－夫鉢
Neo Trans
●新盆唐線
清溪山（D10）－板橋（D11）－亭子（D12）